# THライナー
THライナー（ティーエイチライナー）は、東武鉄道・東京地下鉄（東京メトロ）が伊勢崎線・日比谷線で運転している座席指定列車の列車種別名および愛称である。

## 概要
2019年（平成31年）3月26日、東武鉄道と東京地下鉄が、東武伊勢崎線と東京メトロ日比谷線で相互直通運転する列車に有料着席サービスを導入することを発表し、同年（令和元年）12月19日には列車名を「THライナー」とすること、運行開始日・運行区間・運行本数・停車駅を発表した。
東京メトロ日比谷線に直通する列車として初の定期有料列車であり、東京メトロ日比谷線内で通過運転を行う定期列車としては初の列車である。また、東京メトロの座席指定制定期列車としては、2008年（平成20年）運行開始の千代田線「特急ロマンスカー」、2017年（平成29年）運行開始の有楽町線・副都心線「S-TRAIN」に次ぐものである。一方、東武鉄道の座席指定制列車としては、東上線で2008年（平成20年）から運行を開始しているTJライナーに次ぐもの（座席指定料金体系もTJライナーに準じている）であり、地下鉄乗り入れを行う有料列車は同社において初である。また、伊勢崎線の東武動物公園駅 - 久喜駅間に日比谷線直通列車が乗り入れるのも定期列車としては初となる。
列車愛称の「TH」は、「東武線＜TOBU＞と日比谷線＜HIBIYA＞を結ぶライナー」「東京（都心）＜TOKYO＞とホーム（自宅）＜HOME＞をダイレクトに結ぶ通勤ライナー」を由来としている。ロゴマークでは、70090型電車の塗装に用いられている赤色・黒色に日比谷線のラインカラーである灰色を融合した文字の中心を白線で貫くことで、2路線を乗り換えなしで利用出来る利便性を表している。
なお、駅案内上では種別を特に示されず、単に「THライナー」として案内される。ただし、東京メトロ公式サイトの各駅時刻表では、久喜行きは「THライナー」を列車種別として使用しており、恵比寿行きは自由乗降区間において「普通」扱いとなっている。

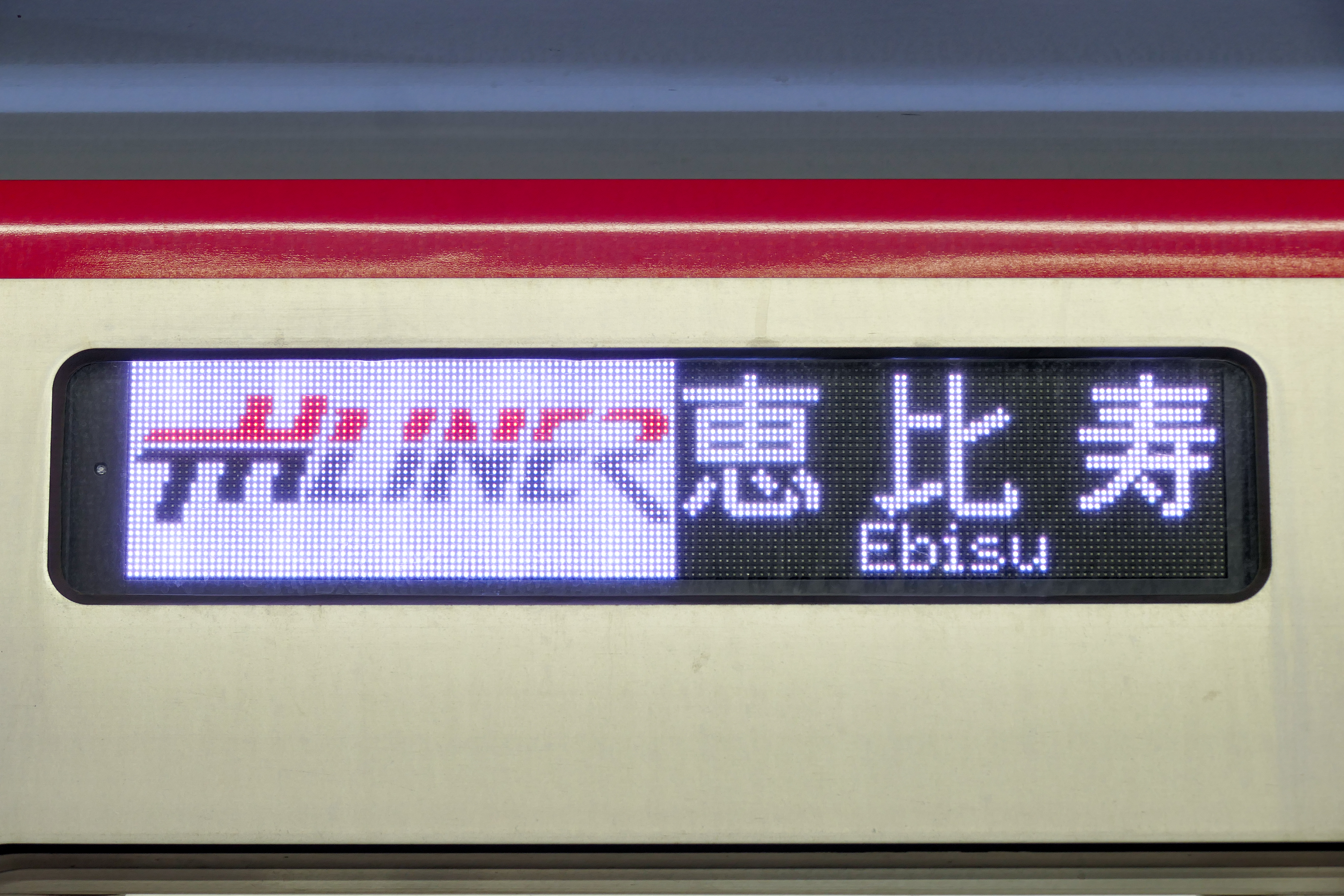
THライナー運用時のLED表示
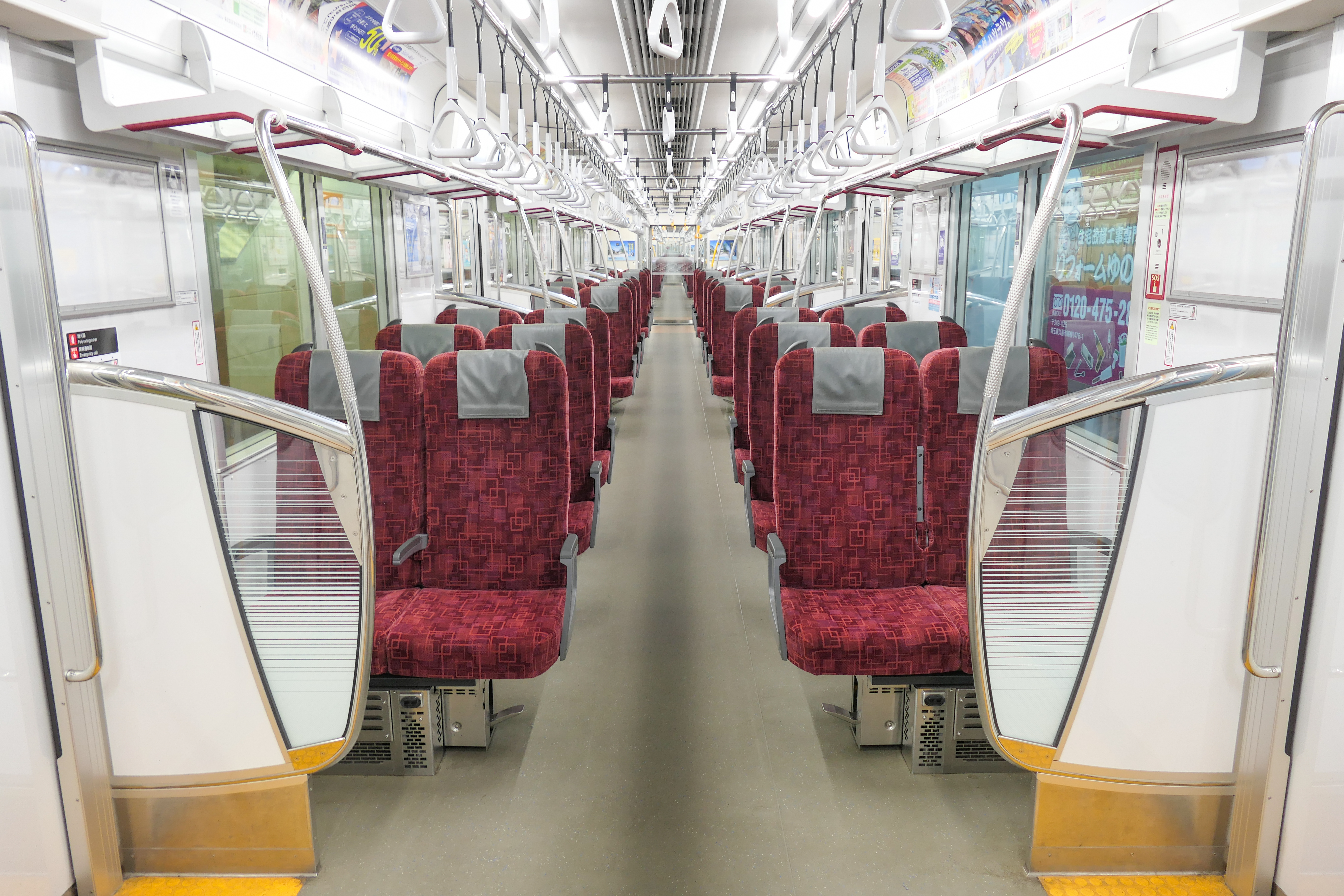
THライナー運用時のクロスシート車内

## 運行形態
平日・土休日共に朝時間帯に久喜発恵比寿行きが2本、夕方 - 夜時間帯に霞ケ関発久喜行きが5本運行される。土休日は恵比寿行きの運行時間が日中寄りとなる。

### 停車駅
凡例
- ●：停車（乗降共に可能）
- ◎：停車（乗車のみ可能）
- 〇：停車（降車のみ可能）

備考
- 北千住駅では客扱いはしないが、乗務員交代のため運転停車する[7]。
- 複々線区間の北越谷駅 - 北千住駅間では、北越谷駅 - 西新井駅間は急行線、梅島駅 - 北千住駅間は緩行線の線路を使用する。この運転のために、西新井駅 - 梅島駅間で急行線と緩行線への片渡り線を新設した[8]。

| 会社名 | 会社名 | 会社名           | 東武鉄道 | 東武鉄道       | 東武鉄道 | 東武鉄道     | 東武鉄道 | 東京地下鉄 | 東京地下鉄 | 東京地下鉄 | 東京地下鉄 | 東京地下鉄 | 東京地下鉄     | 東京地下鉄 | 東京地下鉄 | 東京地下鉄 | 東京地下鉄 |
| 路線名 | 路線名 | 路線名           | 伊勢崎線 | 伊勢崎線       | 伊勢崎線 | 伊勢崎線     | 伊勢崎線 | 日比谷線   | 日比谷線   | 日比谷線   | 日比谷線   | 日比谷線   | 日比谷線       | 日比谷線   | 日比谷線   | 日比谷線   | 日比谷線   |
| 方向   | 方向   | 運行本数 ／ 駅名 | 久喜駅   | 東武動物公園駅 | 春日部駅 | せんげん台駅 | 新越谷駅 | 上野駅     | 秋葉原駅   | 茅場町駅   | 銀座駅     | 霞ケ関駅   | 虎ノ門ヒルズ駅 | 神谷町駅   | 六本木駅   | 広尾駅     | 恵比寿駅   |
| ------ | ------ | ---------------- | -------- | -------------- | -------- | ------------ | -------- | ---------- | ---------- | ---------- | ---------- | ---------- | -------------- | ---------- | ---------- | ---------- | ---------- |
| 上り   | →      | 2本              | ◎        | ◎              | ◎        | ◎            | ◎        | 〇         | 〇         | 〇         | 〇         | ●          | ●              | ●          | ●          | ●          | 〇         |
| 下り   | ←      | 5本              | 〇       | 〇             | 〇       | 〇           | 〇       | ◎          | ◎          | ◎          | ◎          | ◎          |                |            |            |            |            |

### 座席指定料金

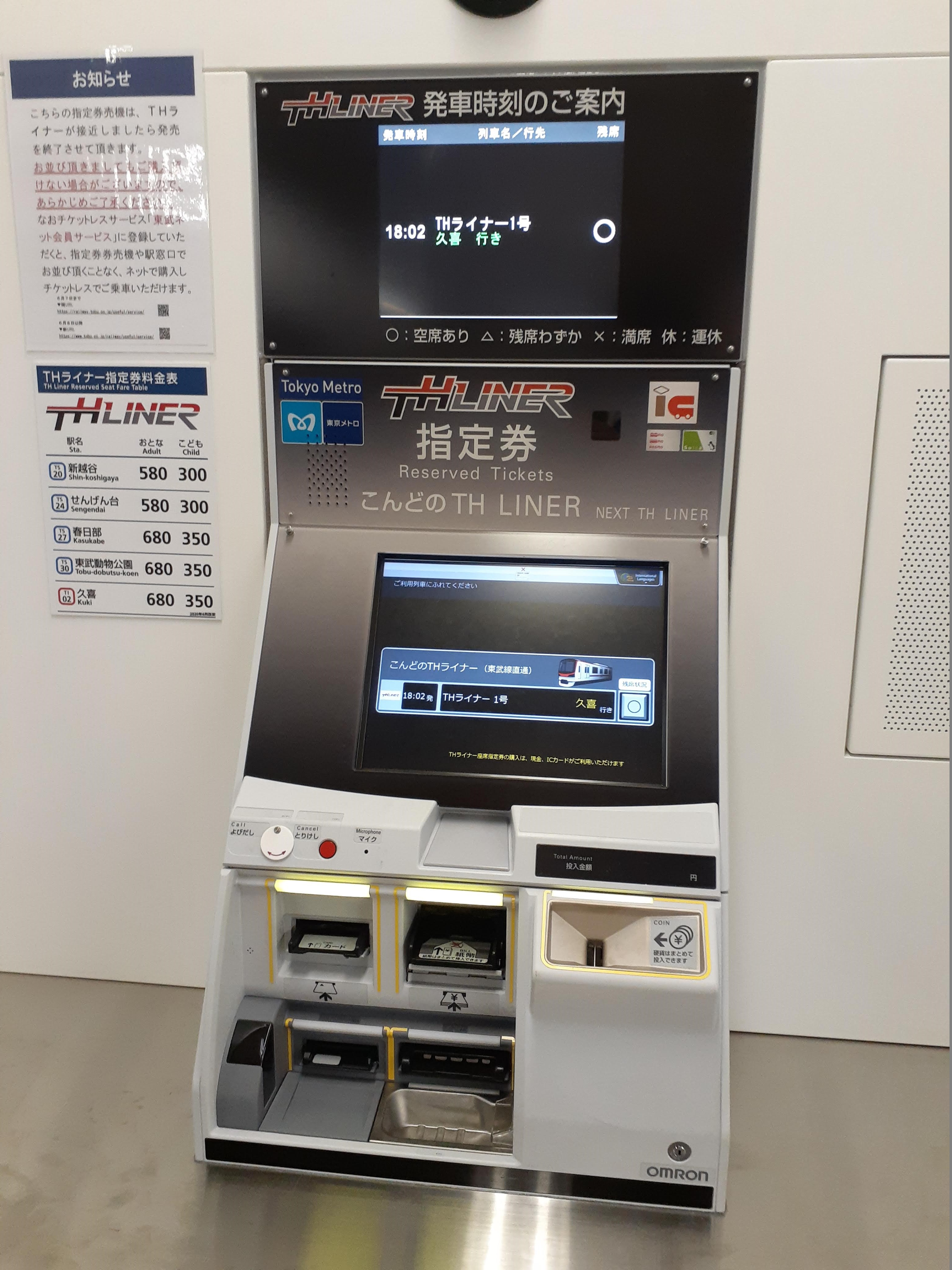
座席指定券 券売機

座席指定料金は、下記に示した東武線・東京メトロ線それぞれの料金を合算している。小児半額で端数切上。東武線内のみ、東京メトロ線内のみの座席指定券の発売は行わない。なお、霞ケ関駅→恵比寿駅間は乗車券のみで乗車できる。
| 東武線のキロ程               | 東武  | メトロ | 合計  | 車内 （小児）   |
| ---------------------------- | ----- | ------ | ----- | --------------- |
| 25 km以内 （せんげん台以南） | 370円 | 210円  | 580円 | 780円 （500円） |
| 26 km以上 （春日部以北）     | 470円 | 210円  | 680円 | 880円 （550円） |

なお車内購入の場合、大人・小児共に200円を加算して販売する。この場合、車内で座席の指定は行わない。

### 使用車両
マルチシート搭載車両の70090型電車を使用する。

## 歴史
- 2019年（平成31年・令和元年）
  - 3月26日：東武伊勢崎線・東京メトロ日比谷線を直通する座席指定制列車の運行計画を発表[2]。
  - 12月19日：列車名・運行開始日・運行区間・運行本数・停車駅を発表[1]。
- 2020年（令和2年）6月6日：運行開始[1][7][10]。
- 2021年（令和3年）4月12日 - 6月11日：久喜行きのみ草加駅に臨時停車（降車専用）[11]。座席指定料金は新越谷駅と同料金扱い[11]。
- 2022年（令和4年）3月12日：平日の霞ケ関発久喜行きの発車時刻を1時間繰り上げ（本数は変更なし）[12]。
- 2023年（令和5年）4月29日 - 6月30日：THライナー3周年チケレス割引キャンペーンを実施。この期間の乗車分について、「THライナーチケットレスサービス」での購入に限り、平日料金が500円（小児250円）均一、休日料金が310円（小児210円）均一となる[13]。